# Södra SASS
Södra SASS – szwedzki klub szachowy z siedzibą w Sztokholmie.

## Historia
Klub powstał w 1987 roku z połączenia Stockholms Södra SS i SASS. Zespół rozpoczął rozgrywki od Division I, z którego w 1988 roku awansował do Elitserien. W swoim inauguracyjnym sezonie w najwyższej lidze szwedzkie klub zajął trzecie miejsce, za Wasa SK i SK Rockaden Stockholm. Identyczny rezultat został osiągnięty w sezonie 1989/1990. W 1992 roku klub spadł z pierwszej ligi. W następnym sezonie zespół wygrał rozgrywki Division I, jednak na sezon 1993/1994 nie przystąpił do Elitserien i podjął uczestnictwo w Division II, wygrywając ją wówczas. W 1995 roku Södra SASS wygrała rozgrywki Division I. W sezonie 1995/1996 klub zajął piąte miejsce w Elitserien. Sezon 1996/1997 zespół zakończył na trzecim miejscu w mistrzostwach kraju, za SK Rockaden i SS Manhem. W kolejnym roku klub został sklasyfikowany na piątej pozycji. W 2000 roku zespół spadł z ligi. W kolejnym roku uzyskał awans do Elitserien, a w sezonie 2001/2002 zajął piąte miejsce w mistrzostwach. Taki sam wynik klub osiągnął w sezonie 2004/2005. W sezonie 2005/2006 szachiści Södra SASS zajęli trzecie miejsce w Elitserien, za Sollentuna SK i SK Rockaden. W 2006 roku zespół nie przystąpił do rozgrywek Elitserien, podejmując rywalizację w Division I. W sezonie 2008/2009 klub uzyskał awans do Superettan (drugi poziom), jednak po sezonie gry w tej lidze spadł poziom niżej. W 2011 roku zespół ponownie awansował do Superettan, a w kolejnym roku spadł do Division I. W sezonie 2017/2018 klub awansował na drugi poziom rozgrywkowy, z którego spadł w 2019 roku. W 2023 roku zespół spadł do czwartej ligi.
Zawodnikami klubu byli m.in. Ralf Åkesson, Nick de Firmian, Lars Karlsson, Kaido Külaots i Axel Ornstein.